# Ariada Wolschsk
Ariada-NCh Wolschsk (russisch ХК Ариада-НХ Волжск) ist ein ehemaliger russischer Eishockeyklub aus Wolschsk. Die Mannschaft spielte bis 2017 in der Wysschaja Hockey-Liga und trug ihre Heimspiele im Eispalast Ariada aus. Die Vereinsfarben waren blau, weiß und rot. Zuletzt gehörte der Klub zum KHL-Teilnehmer Neftechimik Nischnekamsk, ehe er im Sommer 2017 aufgelöst wurde.

## Geschichte
Der Klub wurde 1996 gegründet und nahm zunächst am Spielbetrieb der damaligen Perwaja Liga, der dritten Spielklasse, teil. 2003 wurde der Verein in die Wysschaja Liga, die zweite russische Spielklasse, aufgenommen und änderte in diesem Zusammenhang seinen Namen in Ariada-Akpars Wolschsk. Ab der Saison 2010/11 nahm die Mannschaft am Spielbetrieb der neuen zweiten Spielklasse, der Wysschaja Hockey-Liga, teil.
In der Saison 2012/13 fungierte Ariada-Akpars als Farmteam von Metallurg Nowokusnezk. Im Juni 2013 wurde der Clubname in Ariada Wolschsk geändert.
Ariada Wolschsk fungierte als Farmteam des KHL-Teilnehmers HK Lada Toljatti. Nach finanziellen Problemen im Jahr 2016 wurde der Klub vom KHL-Teilnehmer Neftechimik Nischnekamsk übernommen und fungiert bis 2017 als dessen Farmteam. Im Sommer 2017 beendete Neftechimik  sein Engagement in Wolschsk, kündigte alle Verträge und löste Ariada Wolschsk endgültig auf.

## Bekannte Spieler
- Andrei Gawrilow (2007–2008)
- Jegor Podomazki (2010)
- Andrei Sergejew (2009–2010)